# Сан-Бартоломео-аль-Маре
Сан-Бартоломео-аль-Маре (італ. San Bartolomeo al Mare) — муніципалітет в Італії, у регіоні Лігурія,  провінція Імперія.
Сан-Бартоломео-аль-Маре розташований на відстані близько 430 км на північний захід від Рима, 90 км на південний захід від Генуї, 7 км на північний схід від Імперії.
Населення — 3119 осіб (2014).

## Демографія
Населення за роками:

Станом на 1 січня 2023 року в муніципалітеті офіційно проживало 350 іноземців з 44 країн, серед них 71 громадянин країн Євросоюзу та 5 громадян України.

## Сусідні муніципалітети
- Андора
- Черво
- Діано-Кастелло
- Діано-Марина
- Діано-Сан-П'єтро
- Вілла-Фаральді